# 戸倉敏夫
戸倉 敏夫（とくら としお、1949年（昭和24年）12月6日 - ）は、日本の元経営者。シチズン時計元会長。

## 人物
東京都出身。1973年、早稲田大学教育学部を卒業し、シチズン商事に入社。海外駐在を中心にキャリアを積み、2002年取締役。2012年、シチズンホールディングス社長。同社にとっては4代ぶりの時計事業出身の社長であり、世界の時計市場で高いシェアと収益力を誇るスイス企業と互角に勝負するため、国内市場依存型のビジネスモデルからの脱却を目指すとした 。2014年にシチズン時計社長に就任。

## 略歴
- 1973年 - 早稲田大学教育学部卒
- 1973年 - シチズン商事入社
- 2002年 - 同 取締役
- 2004年 - シチズン時計執行役員
- 2007年 - 同 常務取締役
- 2009年 - 同 専務取締役
- 2010年 - シチズンホールディングス　常務取締役
- 2011年 - 同 常務取締役（経営企画部・知的財産部・開発部担当）
- 2012年 - 同 代表取締役社長[4]
- 2019年 - 同 取締役会長
- 2020年 - 辞任